# Monte del Agua
El Monte del Agua y Pasos está ubicado en el término municipal de Los Silos y parte de Buenavista del Norte, en el noroeste de la isla de Tenerife (Canarias, España), dentro del parque rural de Teno. Tiene una extensión aproximada de 800 hectáreas y una altitud que oscila entre los 600 y 1200 metros. Constituye un enclave de alto valor ecológico por las especies vegetales y animales que alberga, siendo una de las reservas de laurisilva más importantes de Canarias y la segunda de Tenerife, después de Anaga.

## Descripción
El Monte del Agua se extiende por los cursos superiores y cabeceras de los barrancos de Los Cochinos, Bucarón y Cuevas Negras, todos los cuales convergen en el de Sibora, al pie del antiguo acantilado: éste, a su vez, atraviesa la plataforma litoral, bordeando por el Este el casco urbano.
Las formaciones vegetales que dominan el Monte del Agua son la laurisilva y el fayal-brezal. La primera ocupa las vertientes más profundas de los principales barrancos, mientras que el fayal-brezal se dispone más bien en la periferia de aquella. Las condiciones medioambientales creadas por estas masas de monteverde destacan por la intensa humedad, factor de extraordinaria importancia desde el punto de vista de los recursos hídricos de la comarca.
El Monte del Agua constituye un claro testigo de lo que hubieron de ser estas laderas de la Comarca de Daute en épocas pasadas, cuando la mano del hombre no había procedido aún a la desforestación incontrolada. A pesar de que se observa en él la introducción de especies foráneas, como por ejemplo pinos, la insistente apertura de caminos y carreteras, algunas talas y el constante deseo de convertirlo en un lugar de esparcimiento dominguero, puede afirmarse, sin embargo, que se halla en estado satisfactorio, e incluso su dinámica evolutiva puede decirse que es de carácter progresivo.

## Galería

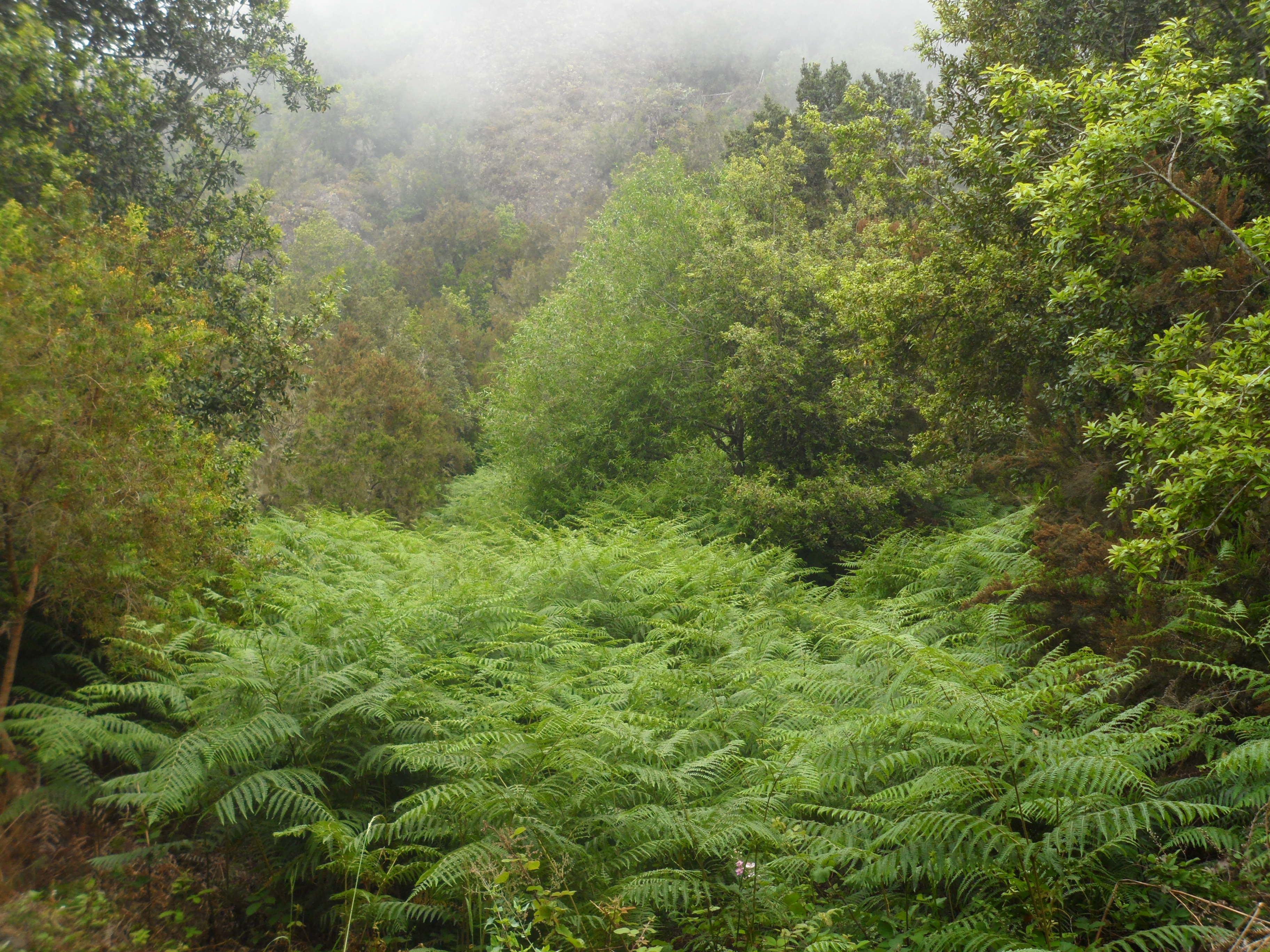
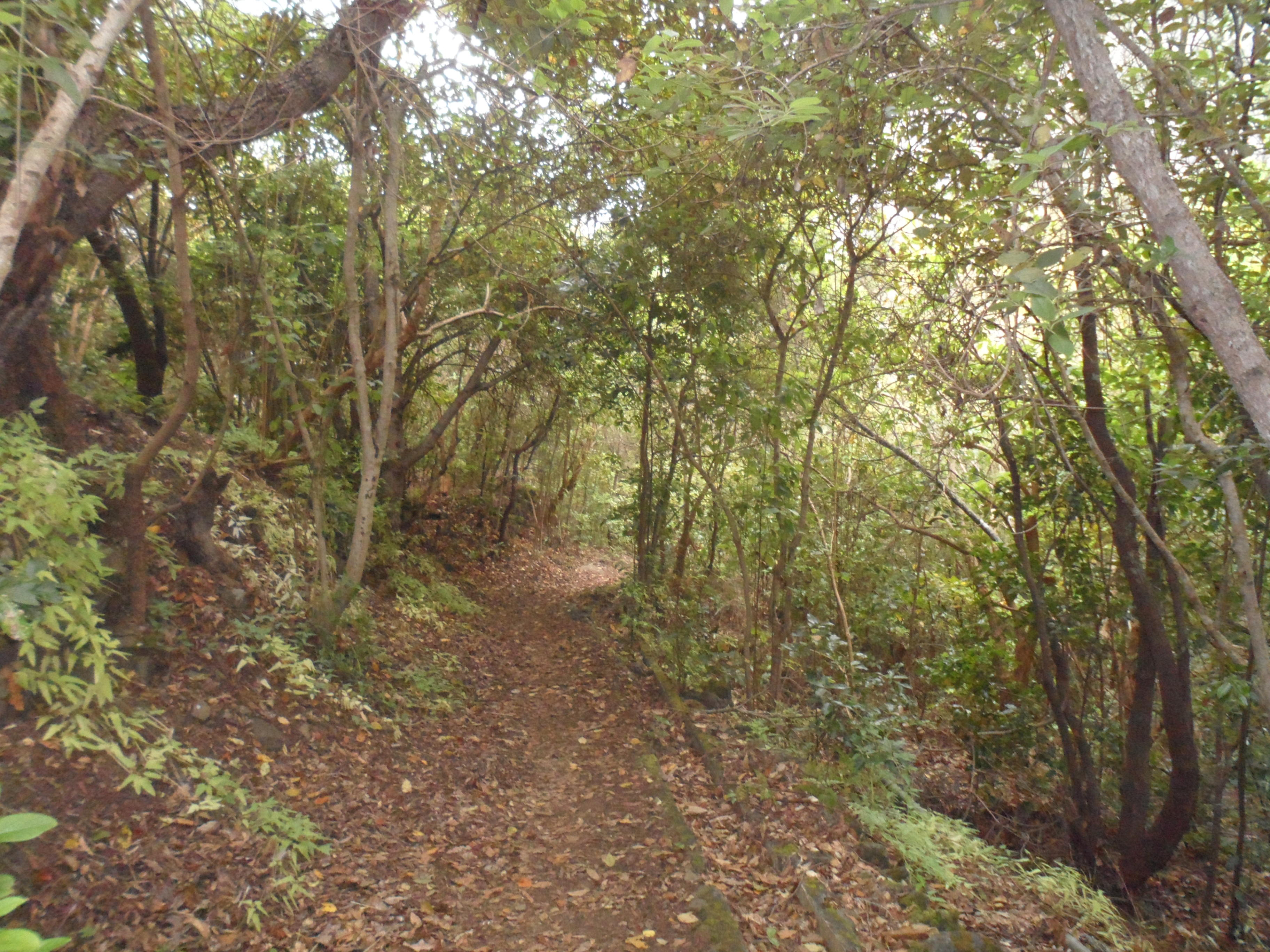
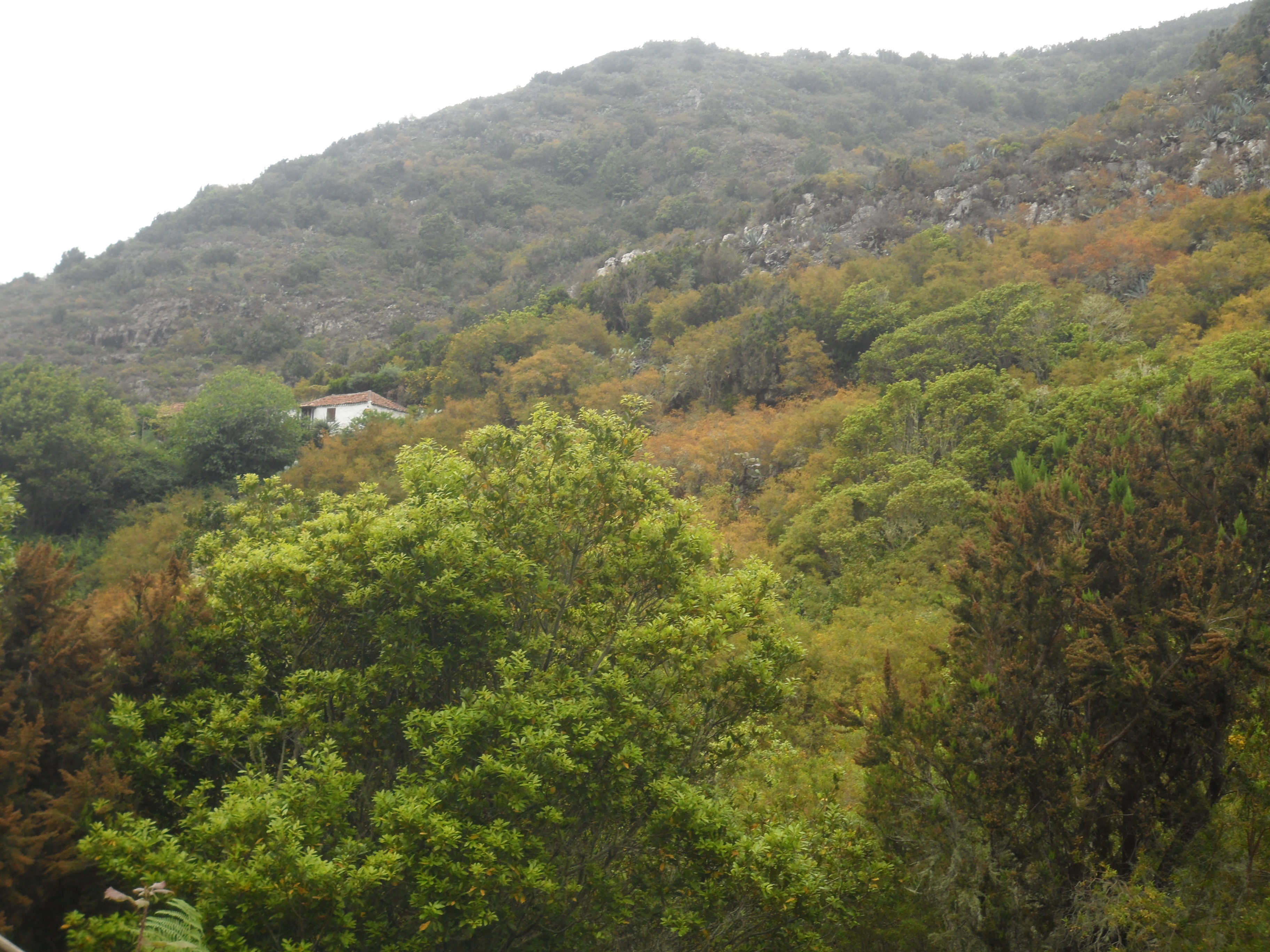